# Karl Erckert
Karl Erckert (Meran, 2 de juny de 1894 – Bozen, 15 de desembre de 1955) fou un polític sudtirolès. La seva família era originària de Nuremberg, i el 1922 es llicencià en dret a Innsbruck. Va militar en diverses organitzacions catòliques i després de l'acord entre Hitler i Mussolini fou un optaten, és a dir, va optar per la nacionalitat alemanya. El 1943 fou nomenat alcalde de Meran, que estava a la Zona d'Operació dels Prealps ocupada pels nazis, i s'hi caracteritzà per la seva independència política. En acabar la Segona Guerra Mundial va optar per la nacionalitat italiana. Fou un dels fundadors i tresorer del Südtiroler Volkspartei. El 1946 fou nomenat primer cap del Consell Autònom del Tirol del Sud i a les eleccions regionals de Trentino-Tirol del Sud de 1948 fou escollit conseller regional. La seva tasca principal fou reintegrar els antics optaten i reconstruir les infraestructures. A les eleccions de 1952 fou reescollit, i ocupà el càrrec fins a la seva mort.
| Precedit per: ' | Presidents del Tirol del Sud 1946 - 1955 | Succeït per: Alois Pupp |